# Perché non ci sono state grandi artiste?
Perché non ci sono state grandi artiste? è un saggio di Linda Nochlin, pubblicato nel 1971 sulla rivista ART News con il titolo inglese Why have there been no great women artists? Il testo, considerato una pietra miliare della storia femminista dell'arte, ha rapidamente guadagnato fama mondiale ed è stato tradotto nelle principali lingue europee e nella lingua cinese.
In Italia è stato pubblicato per la prima volta da Einaudi nel 1977, come saggio del volume collettaneo La donna in una società sessista. Potere e dipendenza, una traduzione ridotta del libro uscito originariamente a New York nel 1971.
Nel 2014 è stato tradotto come testo autonomo dall'editore Castelvecchi.

## Struttura
Il saggio di Nochlin è così suddivisoː 
- Perché non ci sono state grandi artiste?
- La questione del nudo
- L'educazione della gentildonna
- Il successo
- Rosa Bonheur
- Conclusioni

Alla fine del testo ci sono sei illustrazioni in bianco e nero, relative a dipinti di Rosa Bonheur, Johann Zoffany, Daniel Chodowiecki, Thomas Eakins, Emily Mary Osborn, Maurice Bompard, citati nel saggio, cui seguono le note bibliografiche. 

## Contenuti
In Perché non ci sono state grandi artiste? Linda Nochlin confuta la validità della domanda, usata a quel tempo per contrastare le richieste di uguaglianza delle donne nel mondo dell'arte, esaminando il concetto di "grande artista" e il modo in cui viene posto il problema della presenza delle donne nella storia dell'arte.
L'autrice denuncia i presupposti sessuali e sociali della categoria - individuale e privata - di "genio" artistico, alla base della storia dell'arte, affermando il primato delle strutture sociali e istituzionali – cioè pubbliche – in primis l'accesso alla formazione, nel determinare la realizzazione individuale e il successo artistico. Esamina quindi le barriere istituzionali e i pregiudizi sociali che hanno impedito alle donne di ricevere una formazione artistica pari a quella degli artisti maschi e di godere di uguali opportunità di carriera; l’educazione della gentildonna nell'Ottocento, che la manualistica del tempo vuole dedicata all'arte solo in modo dilettantesco, come hobby; l'elemento comune di figlie d'arte che, fino all'Ottocento, accomuna le artiste che hanno avuto un certo successo; il caso di Rosa Bonheur, pittrice di successo, divisa fra anticonformismo e senso di colpa per non rispecchiare i canoni sociali richiesti al suo genere.

### Perché non ci sono state grandi artiste?
Il testo prende avvio con la confutazione dei presupposti che stanno dietro alla domanda posta nel titolo Perché non ci sono state grandi artiste?, implicitamente allusiva allo stato di "naturale" inferiorità delle donne, "incapaci di grandezza", e da lei definita "la punta di un iceberg fatto di equivoci e pregiudizi". 

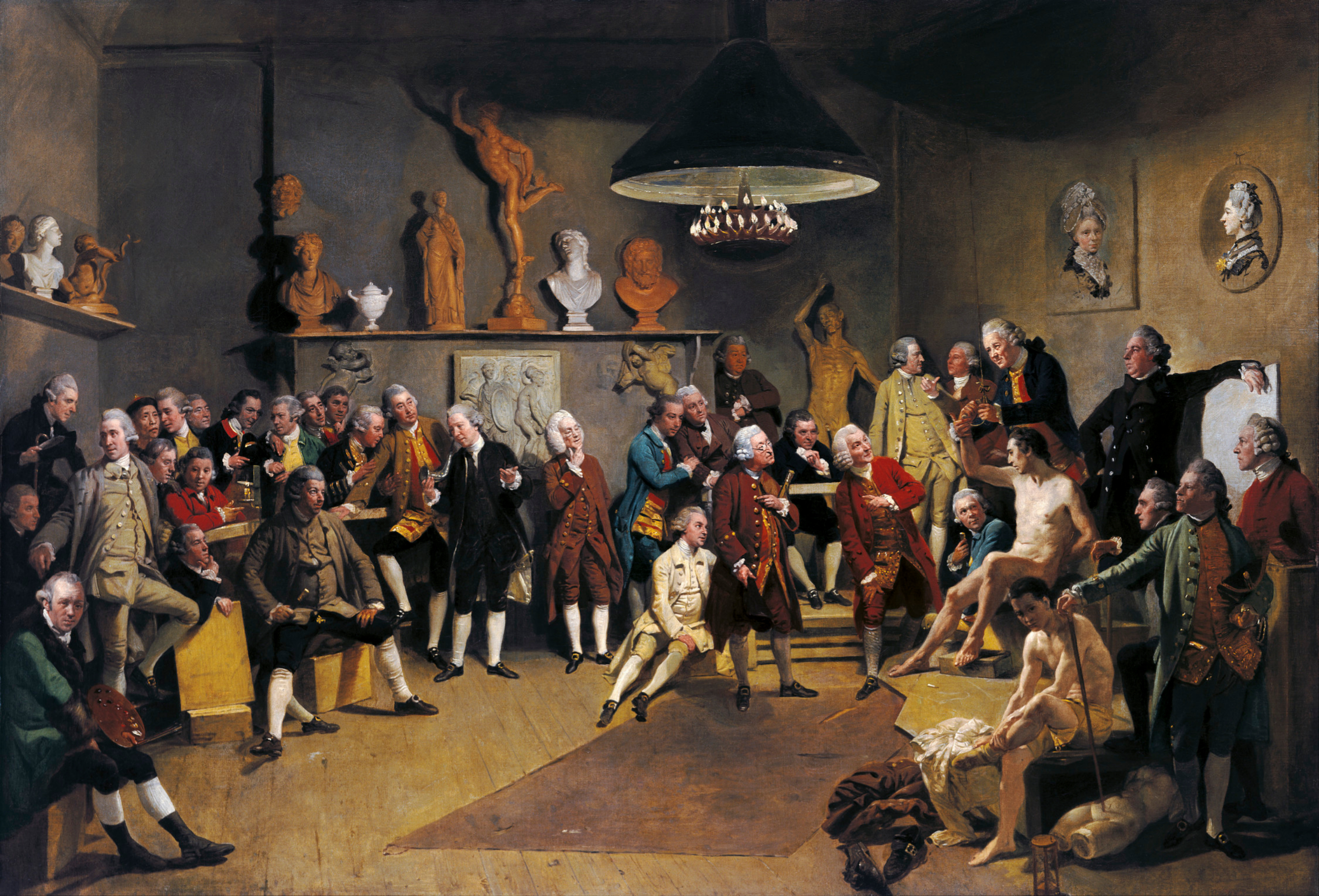
The Academicians of the Royal Academy, dipinto di Johann Zoffany, 1771-1772.

Anziché "abboccare inghiottendo l’esca con tutto l’amo" opponendo a questo enunciato un elenco di nomi di donne artiste cadute nell'oblio o sottovalutate, o sollevando la questione dell'esistenza di un canone femminile diverso da quello maschile, Nochlin decostruisce la nozione di arte come espressione individuale, autonoma dalle condizioni sociali di produzione e circolazione, affermando che essa è parte integrante delle strutture sociali e di istituzioni specifiche e definibili, come le accademie, il mecenatismo oppure "i miti dell’artista", divino creatore, eroe o emarginatoː "Realizzare un’opera significa padroneggiare un linguaggio formale coerente, più o meno vincolato o svincolato dalle convenzioni, dagli schemi o dai sistemi di nozioni coevi; un linguaggio che deve essere appreso o sviluppato attraverso lo studio, un apprendistato, o un lungo periodo di esperienze personali".
Se si guarda allora alla possibilità che le donne hanno avuto, nel corso del tempo, di accedere alla formazione artistica, aggiunge Nochlin, si vedrà che il difetto non sta nella "nostra cattiva stella, nei nostri ormoni, nei nostri cicli mestruali", ma nelle istituzioni e nelle barriere poste all'istruzione femminile. Da questo punto di vista si dovrebbe restare stupiti non dell'assenza di grandi donne artiste, ma che alcune donne "siano riuscite ad affermarsi nella scienza, nella politica e nell’arte, da sempre domini maschili", nonostante la schiacciante disuguaglianza, che ha colpito di fatto "chiunque non abbia avuto la fortuna di nascere maschio di razza bianca, preferibilmente dal ceto medio in su".
Il secondo paradigma al quale Nochlin rivolge la sua critica è quello di "genio", caposaldo nella storia dell'arte, inteso "come una forza astorica e misteriosa, racchiusa nella persona del grande artista", impermeabile ai condizionamenti sociali, alle variabili di razza, contesto e periodo, fattori ritenuti invece fondamentali nel pensiero storico.
Guardando alla provenienza sociale di molti artisti, indagando su quanti di loro, soprattutto tra i più importanti, erano figli d'arte, Nochlin rileva come risulti evidente l'importanza delle strutture sociali e istituzionali, di ciò che esse hanno favorito o vietato a diverse classi o gruppi di individui. Interrogandosi infine sul rapporto fra attività artistica ed estrazione sociale, l'autrice propone di formulare, accanto alla domanda Perché non ci sono state grandi artiste?, quella Perché non ci sono stati grandi artisti fra gli aristocratici?, non essendo rintracciabili, fino all'Ottocento "nomi di artisti provenienti da una classe sociale più elevata dell’alta borghesia".

### La questione del nudo

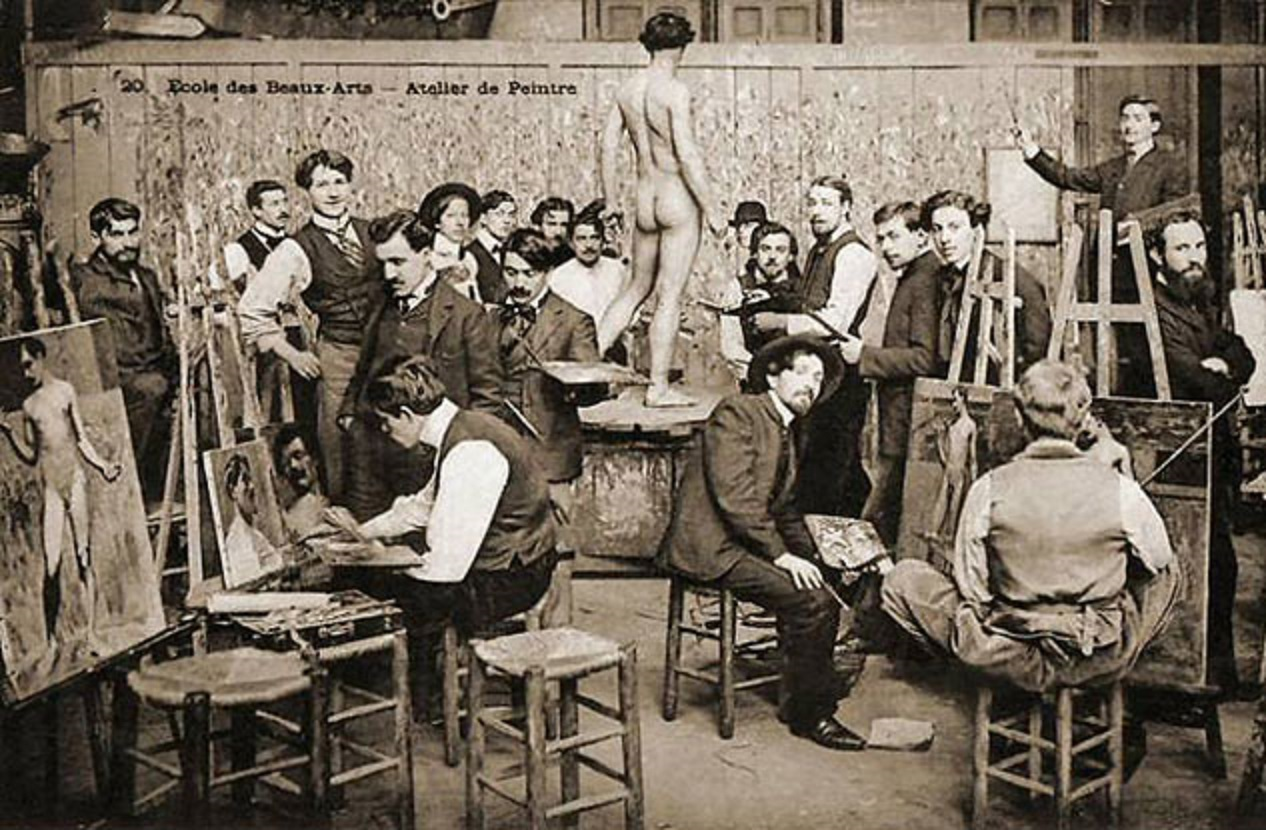
École des beaux-arts, Classe di pittura dal vivo

La "natura istituzionale più che individuale" della formazione e delle abilità richieste ad un artista e la discriminazione subita dalle donne a tale riguardo, viene da Nochlin esemplificata esaminando le reali opportunità di formazione artistica offerte alle donne dal Rinascimento fino agli ultimi decenni dell'Ottocento. L'autrice ricorda come nessuna giovane abbia potuto accedere durante quel periodo allo studio della figura umana utilizzando un modello di nudo, proprio quando lo studio dal vero dell'anatomia era ritenuto un insegnamento indispensabile nella preparazione di ogni giovane artista. A causa di questa esclusione, dettata da motivi di decoro, le donne che aspiravano ad una carriera in campo artistico dovettero ripiegare su generi pittorici ritenuti "inferiori" a quello della pittura storica, come la ritrattistica, la paesaggistica, la pittura di genere e la natura morta.
Anche l'accesso delle donne alle Accademie d'arte, istituzioni preposte all'insegnamento di tecniche e abilità specifiche, che formavano gli iscritti avviandoli alla professione e alla carriera artistica, venne precluso o fortemente limitato fino alla fine del XIX secolo.

### L'educazione della gentildonna
Nochlin passa in esame alcuni testi della letteratura ottocentesca riservata alle donne, nei quali viene prevista la pratica artistica come hobby, passatempo femminile da praticare in maniera dilettantesca, preferibilmente nelle forme del ricamo e dell'uncinetto, a beneficio della famiglia, evitando ogni concorrenza con le più serie attività maschili. La carriera e il successo dovevano essere evitati in nome dell'amore e del bene della prole e del congiunto, pena la riprovazione sociale e l'accusa di egoismo.

### Il successo
L'autrice si interroga sulla provenienza sociale delle donne distintesi nel corso del tempo come artiste e rileva come quasi tutte fossero figlie d'arte o legate ad artisti di una certa notorietà. Tuttavia, rappresentando una rottura delle convenzioni sociali che identificavano il genere femminile con il ruolo domestico, le donne che intraprendevano una carriera artistica, secondo Nochilin, oltre a possedere idee e tecniche dovevano anche dimostrare una buona dose di anticonformismo e mutuare "attributi" maschili come determinazione e tenacia.

### Rosa Bonheur

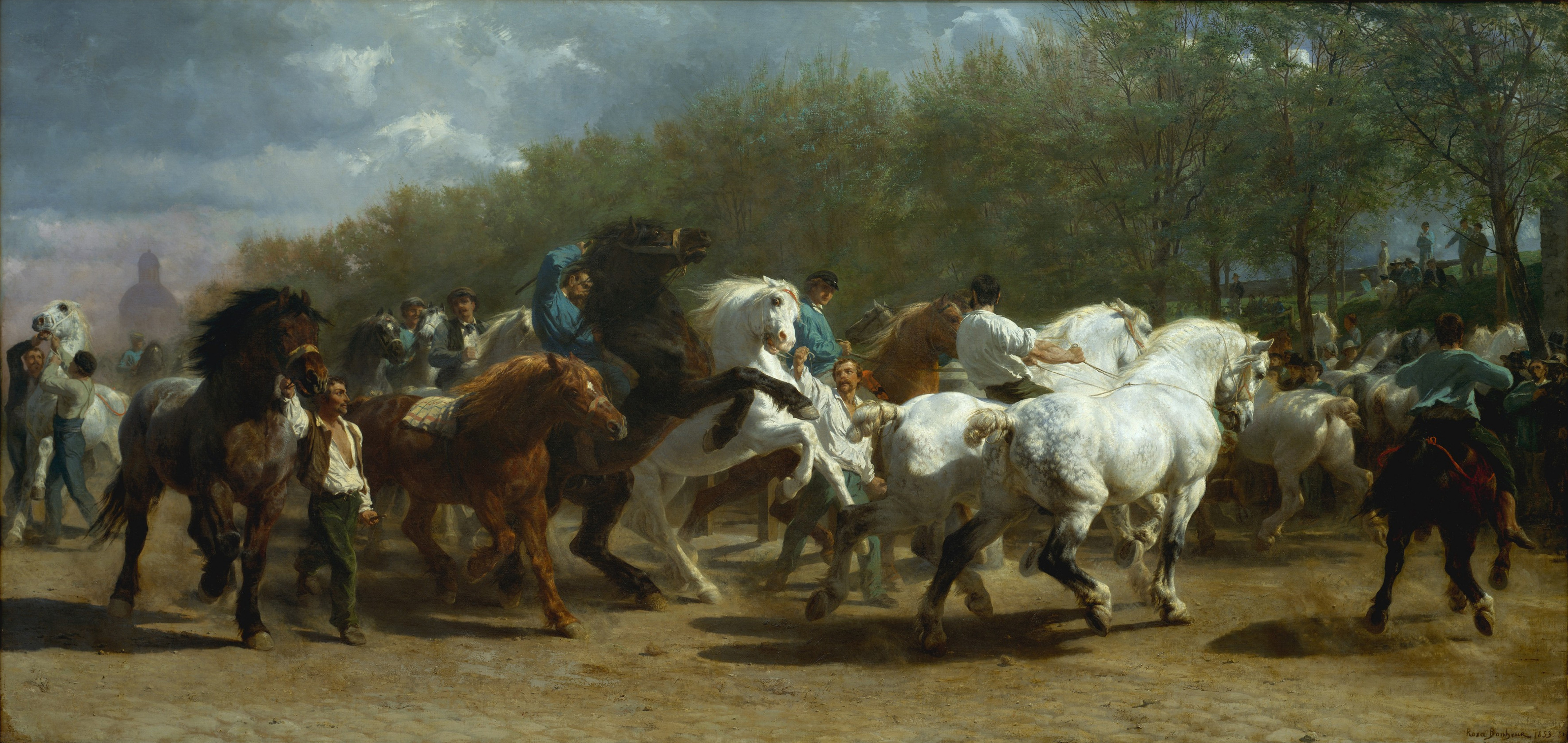
Rosa Bonheur, La fiera equina, 1852–55

Nochlin esamina il caso di Rosa Bonheur (1822-1899), pittrice francese fra le più note di tutti i tempi, famosa a livello europeo per i suoi dipinti di animali, come esempio dei conflitti e delle contraddizioni fra genere e professione. Rosa Bonheur, figlia d'arte, crebbe in una famiglia che professava gli ideali sansimoniani di uguaglianza fra i sessi, e fu da questa incoraggiata ad intraprendere la carriera artistica. Anticonformista, amava vestirsi da maschio, rifuggì il matrimonio e visse per molto tempo in unione con un'altra pittrice. Nonostante avesse raggiunto la fama e una posizione sociale ed economica invidiabili, non fu in grado di affermare la sua diversità, preferendo nascondersi dietro ad una "femminilità" smentita dai fatti, che la condusse persino a denigrare le colleghe che, come lei, portavano i pantaloni. Secondo Nochlin tale comportamento sarebbe stato causato da norme sociali consapevolmente interiorizzate, che l'avrebbero portata a vivere nell'ambiguità, divisa fra narcisismo e senso di colpa. 

## Why have there been no great women artists?: thirty years after
Nel 2001, in occasione del trentesimo anniversario dell'uscita del saggio emblema della "prima sfida femminista lanciata alla storia dell'arte" è stato organizzato un convegno all'Università di Princeton, Women artists at the millennium, nel quale è intervenuta Linda Nochlin con un testo, poi pubblicato negli atti del convegno, intitolato Why have there been no great women artists?: thirty years after,

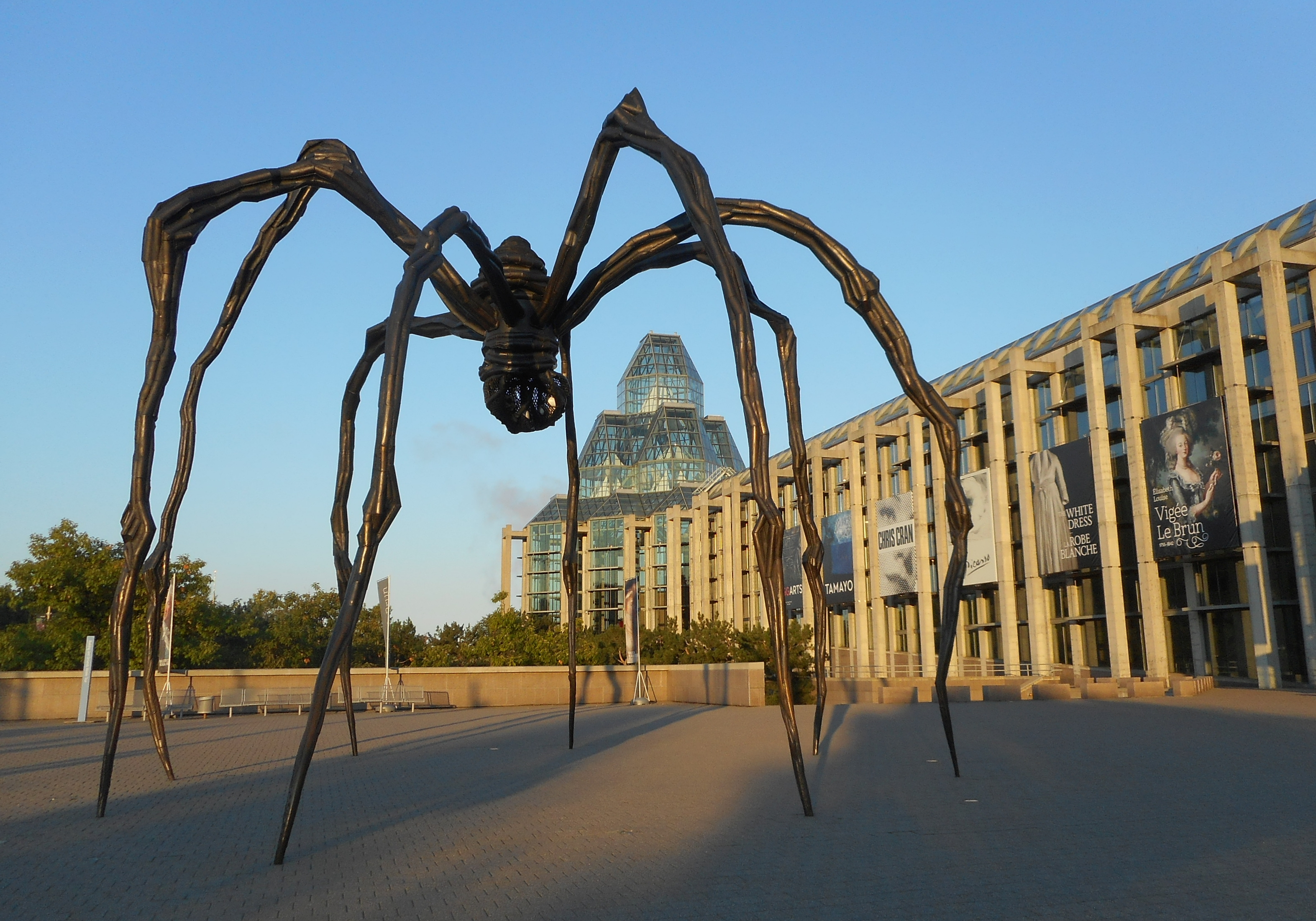
Louise Bourgeois, Maman, 1999

Nel suo intervento Nochlin ricorda come Why have there been no great women artists? sia stato concepito nel 1970, quando ancora non esistevano Women’s studies, teorie femministe o queer, e studi postcoloniali, e come la scrittura fosse avvenuta "durante i giorni esaltanti della nascita del movimento di liberazione delle donne", di cui il saggio condivise l'energia politica e l'ottimismo.
Interrogandosi sui cambiamenti avvenuti negli ultimi tre decenni, l'autrice rileva le trasformazioni intercorse nel modo di rapportarsi al concetto di "grandezza" o di "bellezza", al genere e all'identità, sia negli studi accademici e nella critica d'arte, che nelle istituzioni artistiche pubbliche, come i musei, in parte intervenuti per correggere lo squilibrio di genere delle loro collezioni con l'organizzazione di mostre e importanti retrospettive dedicate alla produzione di artiste del passato e contemporanee. 
Per quanto riguarda la produzione artistica femminile, si sofferma sulle opere di alcune artiste contemporanee e rileva come il loro lavoro si sviluppi in un'ampia varietà di media (video, installazioni, performance, fotografia), assumendo un ruolo importante nell'abbattere le barriere tra media e generi e nell'esplorazione di nuove modalità di indagine ed espressione, influenzando anche, in maniera consapevole o inconscia, l'opera di artisti maschi.
Al di là di questi cambiamenti, a volte ancora deboli o instabili, Nochlin sottolinea come il problema principale non sia l'inclusione delle donne nel canone, la creazione di una variante o di un'integrazione alla storia dell'arte tradizionale, ma la critica del canone stesso e dei suoi presuppostiː "la storia dell'arte femminista è lì per creare problemi, mettere in discussione, arruffare piume nelle colombaie patriarcali."
Nel 50º anniversario dell'uscita di Why have there been no great women artists?, il MOMA ha organizzato un evento con la partecipazione di artisti, studiosi e curatori d'arte, per riflettere sui cambiamenti che hanno attraversato i movimenti più recenti e la teoria critica femminista, sulla base delle previsioni formulate da Nochlin.

## Critica
La studiosa e critica d'arte femminista Norman Brode ha rilevato come Nochlin, pur decostruendo il concetto del "genio" su cui si fondava la storia dell'arte, si sarebbe limitata a sottolineare il ruolo primario dei fattori sociali e istituzionali nel determinare il successo degli artisti e l'esclusione delle donne dalla formazione, senza opporsi con decisione al "fatto" di base su cui si basava la questione, ossia la natura dei valori su cui gli standard di "grandezza" e "realizzazione artistica" erano basatiː valori patriarcali propri della cultura maschile.

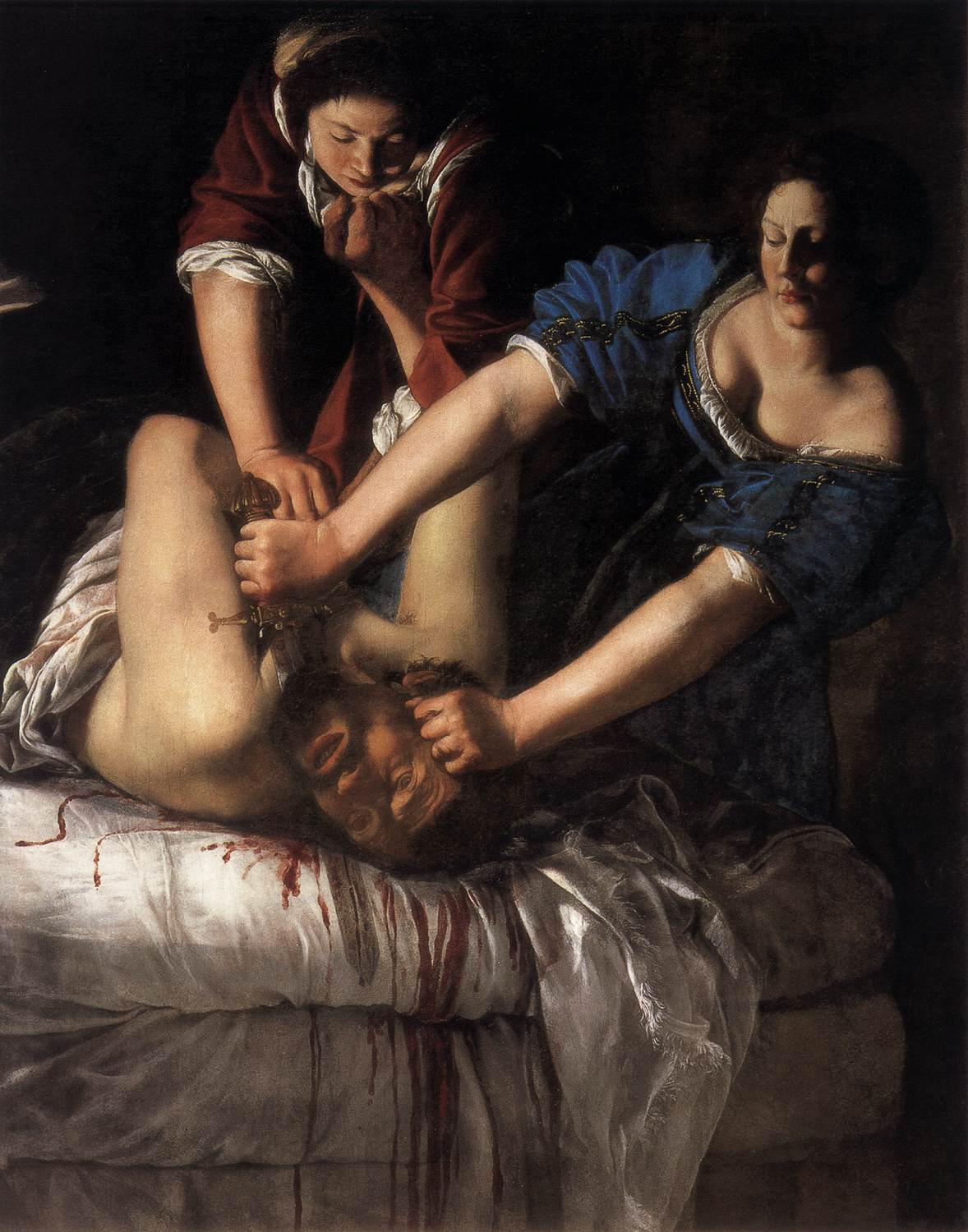
Artemisia Gentileschi, Giuditta che decapita Oloferne, 1611-1612

Come da lei riportato, nel suo saggio Nochlin scrivevaː 
(Linda Nochlin, Why Have There Been No Great Women Artists, 1971)
Una più ampia articolazione in chiave femminista del mito del genio artistico sarebbe stata svolta dalla studiosa marxista-femminista Carol Duncan in un articolo del 1975 intitolato When Greatness Is a Box of Wheaties, nel quale avrebbe evidenziato fino a che punto quello di "grandezza" fosse da ritenersi un concetto maschile.
Nel loro libro Old Mistresses: Women, Art and Ideology, pubblicato dieci anni dopo il primo articolo di Nochlin, due storiche dell'arte britanniche, Rozsika Parker e Griselda Pollock, pur ponendosi nel solco tracciato da Nochlin, hanno affermato di non condividere l' "ottimismo liberale" espresso nel saggio Perché non ci sono state grandi artiste?, nel quale l'autrice esprimeva la sua convinzione che il progresso avrebbe creato, anche nell'arte, condizioni di parità per le donne. Anziché pensare al patriarcato in termini di esclusioni istituzionali, le due studiose, servendosi di un approccio basato sul decostruttivismo, sulle teorie dell'ideologia sviluppate nel marxismo e negli studi culturali, hanno sottolineato la necessità di indagare le relazioni fra donne, arte e ideologia.
Perché non ci sono state grandi artiste?, ritenuta una opere fondamentali della teoria femminista della storia dell'arte, ha stimolato l'avvio degli studi di riscoperta e recupero delle artiste dimenticate, e del filone decostruttivo-epistemologico, volto a indagare come le costruzioni di genere condizionano e interferiscono nella definizione di arte.
Un'altra linea di esplorazione è stata intrapresa da quante, come la scrittrice e critica d'arte Lucy R. Lippard, hanno sostenuto l'esistenza di un'estetica femminile separata, basata sull'esperienza biologica e sociale delle donne, cercando i tratti distintivi della "creatività femminile", un filone di studi che nel campo letterario Elaine Showalter ha chiamato "gynocritics".

## Edizioni

### Prime edizioni
Il saggio di Linda Nochlin è stato originariamente pubblicato su ARTnews, nel numero monografico dedicato alle donne artiste curato da Elizabeth Baker Women's Liberation, Woman Artists and Art History, con il titolo Why have there been no great women artists?
Nello stesso anno è stato ripubblicato nel volume collettaneo Woman in Sexist Society: Studies in Power and Powerlessness, uno dei primi testi accademici del movimento femminista, con un titolo leggermente diverso, in cui il verbo è declinato al presenteː Why are there no great women artists?

### Edizioni successive
I saggi contenuti nella rivista ARTnews del 1971, fra cui quello di Nochlin, sono stati poi ripubblicati nel 1973 in un libro curato da Thomas B. Hess e Elizabeth C. Baker, Art and Sexual Politics: Why There Have There Been No Great Women Artists?, con l'aggiunta di 73 illustrazioni in bianco e nero.
Da allora il saggio è stato ristampato regolarmente, come ad esempio nel libro di Nochlin Women, Art, and Power and other essays pubblicato nel 1988.
Nel 2001, in occasione del trentesimo anniversario della pubblicazione del celebre articolo, si è svolto il convegno "Women artists at the millennium", nei cui atti si trova l'intervento di Nochlin Why have there been no great women artists?: thirty years after; questo testo è stato pubblicato anche nell'antologia che raccoglie circa trenta saggi dell'autrice, curata da Maura Reilly, Women artists: the Linda Nochlin reader, uscita nel 2015.
I due saggi, quello del 1971 e quello del 2001, sono stati pubblicati nel 2021 dall'editore londinese Thames & Hudson in un volume autonomo, in occasione del 50º anniversario dell'uscita di Why have there been no great women artists?

### Traduzioni italiane
- Linda Nochlin, Perché non ci sono grandi artiste?, in Vivian Gornick, Barbara K. Moran (a cura di), La donna in una società sessista. Potere e dipendenza, introduzione di Chiara Saraceno, Torino, Einaudi, 1977,  pp. 195-229.
- Linda Nochlin, Perché non ci sono state grandi artiste?, traduzione di Jessica Perna, introduzione di Maria Antonietta Trasforini, Roma, Castelvecchi, 2014, ISBN 9788868267520.